# جو عيسى الخوري
جو وديع عيسى الخوري وزير الصناعة في حكومة نواف سلام منذ 8 شباط (فبراير) 2025.

## تعليمه وعمله
- بكالوريوس في مجال الهندسة المدنية من الجامعة الأميركية في بيروت.
- ماجستير في إدارة الأعمال من المعهد الأوروبي لإدارة الأعمال.
- نائب للمدير العام للبنك في بنك بحر المتوسط للاستثمار.
- عمل في بنك ميريل لينش في باريس.
- رئيس مجلس إدارة بيت الاستثمار في مجموعة سرادار المصرفية.

- ساهم في إصدار أول برنامج لسندات "يورو بوند" الصادر عن مصرف لبنان المركزي.
- يحمل الجنسية الفرنسية مع جنسيتة اللبنانية.
- رئيسًا لجمعية خريجي INSEAD – فرع لبنان.
- الأمين العام لتجمع رجال الأعمال اللبنانيين RDCL.
- نائب رئيس الرابطة المارونية.
- يجيد الإنجليزية والفرنسية والعربية ويتقن اللغة الإسبانية.
- وزيراً للصناعة في حكمومة نواف سلام.[4]